# Rabbit Angstrom
Pour les articles homonymes, voir Ångström (homonymie).
Harry « Rabbit » Angstrom est un personnage de fiction, héros principal du cycle romanesque Rabbit Angstrom, de l'écrivain américain John Updike, paru de 1960 à 1990. Personnage principal de la famille Angstrom, sa vie d'homme de la classe ouvrière puis de la classe moyenne américaine est décrite sur 30 ans et donne à voir l'évolution économique, sociologique et politique des États-Unis depuis la période glorieuse des sixties à la fin des années 1980.

## Biographie de fiction
Harry « Rabbit » Angstrom, né Harold C. Angstrom en février 1933 à Brewer en Pennsylvanie est le fils aîné de la famille Angstrom et le frère de Myriam « Mim » Angstrom. Ancienne star de basket-ball de son lycée où il a reçu le surnom de « Rabbit », il doit trouver un travail à son retour du service militaire fait au Kansas au moment de la Guerre de Corée ; sa famille, très modeste, ne pouvant pas lui payer des études supérieures au « College ». Alors que Rabbit est démonstrateur de Magic Peeler, un gadget éplucheur de légumes, au centre commercial Kroll de la ville, il rencontre Janice Springer, née en 1936, fille de Bessie et Fred Springer, élevée dans une famille relativement aisée de concessionnaire de voitures, qui y vend des sucreries. Harry et Janice se marient en mars 1956 et leur premier enfant, Nelson, naît sept mois plus tard en octobre de la même année. Le couple s'installe dans une petite maison de la partie populaire de la ville et Rabbit porte seul la charge financière du foyer. À la fin de l'année 1958, Janice est enceinte de leur deuxième enfant et, inactive à la maison, développe une tendance à boire de manière excessive en passant ses journées devant la télévision. En mars 1959, Rabbit décide soudainement de quitter son foyer qui l'oppresse. Après un voyage avorté vers le sud, il rencontre une jeune femme, Ruth, qui vit librement et subvient à ses besoins en pratiquant une forme de prostitution occasionnelle. Il emménage chez elle durant trois mois mais finit par retourner avec sa femme au moment de la naissance de leur fille, Rebecca June, en juin 1959. Janice, lors d'un moment d'ivresse provoque par noyade la mort accidentelle de la petite Rebecca. Ce drame laissera une marque indélébile et un non-dit dans le couple, par ailleurs déjà fragile.
En juillet 1969, Harry est devenu linotypeur dans une petite imprimerie de la ville. Janice, qui a pris un travail de secrétaire dans la concession automobile de son père, tombe amoureuse d'un collègue, Charlie Stavros, avec lequel elle décide de vivre quelques mois laissant son mari seul avec Nelson, âgé de douze ans. Rabbit fait la rencontre de Jill, une jeune adolescente de 18 ans en rupture avec sa famille, qu'il décide d'héberger et qui s'offre librement à lui en contrepartie. Nelson tombe amoureux de Jill et éprouve de la jalousie envers son père. Durant cet été marqué par les premiers pas sur la Lune, la culture hippie, et les mouvements des droits civiques, Rabbit tente tant bien que mal d'assurer son rôle de père notamment après le drame qui coûte la vie à Jill dans l'incendie de leur maison. Janice finit par revenir auprès de son mari, et son père, le vieux Fred Springer, offre à Rabbit une place de vendeur dans la concession familiale afin de ressouder le couple.
Harry Angstrom est devenu à l'aube des années 1980, après la mort de Fred Springer en 1977, le directeur de la concession Springer Motors. Il vit avec sa femme chez sa belle-mère Bessie dans une grande maison et leur fils tente de finir ses dernières années de College dans un autre État du pays. Le couple Angstrom est enfin apaisé et vit très aisément des revenus de la franchise Toyota que le père Springer avait obtenue. Le hasard fait qu'un jour Rabbit se retrouve en présence d'une jeune femme de 19 ans dont il se persuade qu'elle est sa fille. En effet, durant sa liaison avec Ruth, cette dernière était tombée enceinte et après le retour de Rabbit auprès de sa femme, avait disparu sans laisser de nouvelles. Il retrouve la trace de Ruth qui cependant nie catégoriquement sa paternité envers Annabelle, sans toutefois totalement le convaincre. Bien installé dans la vie, plus intéressé par ses affaires, la gestion de ses économies, et ses activités sociales et sportives avec ses amis au club privé de la ville, Harry décide de rester avec sa seule conviction. Il entame, à l'occasion de vacances très libérées dans les Caraïbes et sans l'avoir voulu au départ, une liaison adultère de longue durée avec Thelma Harisson, la femme d'un rival d'enfance. Le début de l'année 1980 est marqué par la naissance de Judith, la fille de Nelson et de sa femme Teresa « Pru », et le déménagement de Rabbit et Janice dans une maison bourgeoise qu'ils achètent dans la partie huppée de la ville.
En 1989, Harry Angstrom est vieillissant et en surpoids majeur, avec des problèmes de santé à la clé. Il vit une semi-retraite avec sa femme durant toute la période de l'hiver en Floride et gère de loin la concession Springer que dirige au quotidien maintenant son fils. Un accident cardiaque donne une première alerte à Harry, mais il ne fait rien pour modifier son mode de vie. Par ailleurs, les problèmes de drogues de Nelson engendrent des dettes majeures que celui-ci tente de rembourser en tapant et escroquant les revenus de Springer Motors. Violent avec Pru, délaissant ses enfants Judith et Roy (né en 1984), Nelson est forcé par sa mère et sa femme, devant l'ampleur des dégâts, d'entamer une cure de désintoxication à Philadelphie. Ses rapports avec son père sont toujours difficiles, et à la suite d'une énième incartade sexuelle de Rabbit, cette fois-ci avec sa belle-fille qui l'y incite, le clan Angstrom éclate à la révélation des faits : Rabbit part sans donner d'explication, comme trente ans auparavant, vers le sud. Il passe seul quelques semaines dans l'appartement de Deleon en Floride où malgré de nouvelles alertes physiques il ne modifie toujours pas ses habitudes alimentaires. À la suite d'une ultime partie de basket, auquel il n'a pas joué depuis trente ans, contre un jeune noir rencontré par hasard, Harry « Rabbit » Angstrom meurt d'une crise cardiaque sur le play-ground le 22 septembre 1989.

## Analyse du personnage

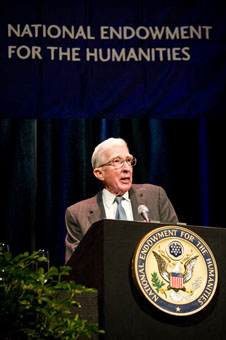
John Updike en 2008.

Les sources du personnage de Rabbit Angstrom sont à chercher, par un grand nombre d'aspects, dans la propre biographie de John Updike qui s'inspire de son environnement culturel et social pour modeler l'univers de la middle class américaine dans lequel évolue le héros du cycle, à commencer par la ville de Reading en Pennsylvanie figurant la ville de Brewer du roman. Selon Sarah Churchwell, le personnage de Rabbit Angstrom est plus qu'un « alter ego » de l'auteur, c'est un « ego altéré » – notamment parce que le personnage de fiction est beaucoup plus limité intellectuellement que son créateur –, à l'image des hommes américains de l'après-guerre, caractérisés par leur désir de liberté qu'ils ressentent contraint par les femmes qui partagent leur vie et le poids de leur milieu social, les poussant à la fuite.

## Le cycle Rabbit Angstrom
Les quatre volumes du cycle Rabbit Angstrom sont :
- Cœur de lièvre (Rabbit, Run écrit en 1959 et publié en 1960)
- Rabbit rattrapé (Rabbit Redux publié en 1971)

1. Pop/Mom/Moon
2. Jill
3. Skeeter
4. Mim

- Rabbit est riche (Rabbit Is Rich publié en 1981)

1. Chapitre I
2. Chapitre II
3. Chapitre III
4. Chapitre IV

- Rabbit en paix (Rabbit at Rest publié en 1990)

1. FL
2. PA
3. MI[5]

Un épilogue sous forme de nouvelle :
- Souvenirs de Rabbit (Rabbit Remembered publié en 2001)

## Interprétation du personnage
Rabbit a été incarné à l'écran par James Caan dans le film Rabbit Run de Jack Smight en 1970.